# Classificació mundial de la FIFA
La classificació mundial de la FIFA/Coca-Cola es va introduir l'agost de 1993 amb la fi de permetre una comparació relativa entre les seleccions nacionals. Es prenen en compte per tant totes les seleccions nacionals afiliades a la FIFA sobre la base dels seus resultats durant els darrers vuit anys.
Des de la seva creació el 1993, la classificació ha estat criticada com un sistema menys fiable que aquell que fa servir el mètode Elo, el qual s'utilitza, per exemple, per classificar els jugadors d'escacs. No obstant això, la classificació mundial femenina de la FIFA utilitza el mètode Elo.
El juliol de 2006, la FIFA presenta una nova forma d'elaboració de la seva classificació mundial. El canvi més gran és que només es tindrien en compte els resultats dels darrers quatre anys i no pas dels vuit, com es feia abans. Al mateix temps, altres factors (resultat i importància del partit, valor de l'adversari, valor de la regió, nombre de partits jugats) són avaluats i analitzats, i finalment revisats. En última instància, hi ha dos elements que també són determinants per a la classificació: els gols marcats i l'avantatge de jugar de local.
Al setembre de 2017, la FIFA va anunciar que revisava el sistema de classificació i que després de finalitzar la Classificació de la Copa del Món de futbol 2018 semblant al sistema de classificació Elo suprimint la ponderació designada per a cada confederació a efectes de classificació.